# داون أفيري
داون أفيري (بالإنجليزية: Dawn Avery)‏ هي ملحنة أمريكية، ولدت في القرن العشرين.

## وصلات خارجية
- داون أفيري على موقع IMDb (الإنجليزية)
- داون أفيري على موقع ميوزك برينز (الإنجليزية)